# Hum Dil De Chuke Sanam
Hum Dil De Chuke Sanam (en español:  He entregado mi corazón, querido) es una película hindú de Bollywood de 1999, dirigida por Sanjay Leela Bhansali. La película es protagonizada por Aishwarya Rai, Salman Khan y Ajay Devgan. Conocida en el mundo occidental como Straight From The Heart (Directo desde el corazón). La historia está basada en la novela del escritor bengalí Maitreyi Devi, Na Hanyate (El amor no muere), que trata de un triángulo amoroso.
Fue filmada en la frontera entre Guyarat y Rajastán, y algunas escenas en Budapest, Hungría, que fueron usadas para representar Italia.

## Resumen
Cuenta la historia de Nandini (Aishwarya Rai), la hija menor de Pt. Darbar (Vikram Gokhale), un reconocido cantante de música tradicional de la India.
Entrado el Diwali, llega desde Italia Sameer (Salman Khan), un joven que habla con su padre muerto, queriendo aprender las bases de la música clásica india bajo la guía de Pt. Darbar. Sameer se queda en la casa de la familia, y Nandini debe desalojar su habitación, por orden de su padre, para darle al huésped la mejor habitación en la mansión. Por este motivo, Nandini siente repulsión hacia Sameer. Los dos se hacen bromas constantes hasta que nace la amistad, que pronto, entre bodas, fiestas y reuniones familiares, se convierte en un profundo amor.
Durante la boda de la prima de Nandini, Anu (Sheeba Chadda), Vanraj (Ajay Devgan), el hijo de un famoso abogado, se enamora de Nandini y pide a los padres de esta, un acuerdo matrimonial. Sin saber que Nandini está enamorada de Sameer, estos aceptan. Nandini le reprocha a Sameer no haber pedido su mano a sus padres antes de que ellos le buscaran pretendiente, y antes de que su tía Kamna (Rekha Rao) revele la verdad.
Después de escapar de la casa de su marido, Anu regresa a la mansión en mal estado, diciendo que no piensa regresar, pues su marido la maltrata y ella está enamorada de otro hombre. El padre de Anu, Bhairon (Kenny Desai), le ordena regresar, pero está se niega y escapa junto a su amante con ayuda de Nandini, Sameer y Vithal, un empleado de la casa. Inspirados por la historia de amor prohibido de Anu, Nandini y Sameer hablan del matrimonio y practican los votos matrimoniales, cuando son descubiertos por Pt. Darbar. Nandini pide a su madre convencer a su padre de aceptar la unión con Sameer, pero este ya le había ordenado a Sameer marcharse de la casa y no volver a ver a Nandini nunca más. Sameer se va de la casa, pero permanece en la ciudad más tiempo esperando las respuestas de Nandini a sus cartas en que pedía escapar juntos. Al no recibir respuesta, regresa a Italia.
La boda entre Nandini y Vanraj se celebra, y después de esto, Nandini se muda a la casa de su marido, donde este la interroga al ver que su amor no es correspondido. Le pide que le diga la verdad, que sea cual sea él la va a apoyar, pero Nandini no dice nada.
Pronto, en una visita de su madre, Vithal le entrega en secreto a Nandini las cartas de Sameer, explicándole que no se las pudo entregar antes, lo cual explica porque Nandini no respondió a tiempo. En su habitación Nandini revisa las cartas, pero es descubierta por Vanraj que se enfurece porque Nandini no le quiso decir la verdad desde el inicio, como él le había pedido. Sin embargo, después de calmar su ira, Vanraj toma una decisión dolorosa: Llevar a Nandini a Italia para que se reúna con su verdadero amor.
Nandini y Vanraj llegan a Italia, y empiezan la búsqueda de Sameer. Pasando por tiendas de música, escuelas y restaurantes, finalmente consiguen la dirección de Sameer, y conocen a su madre (Helen Richardson), que les indica que Sameer se acaba de marchar en un bus. Afanados por alcanzarlo, piden aventón a dos jóvenes, pero estos resultan ser ladrones, y hieren de un disparo a Nandini. Esta es internada en un hospital, y Vanraj se hace cargo de ella, lo cual despierta en Nandini un aprecio hacia Vanraj. Vanraj sin saberlo conoce a Sameer y ambos rezan por el bienestar de Nandini.
Al ser Nandini dada de alta en el hospital, estos hablan con la madre de Sameer que les dice que al día siguiente Sameer se presentaría en un teatro. Después de pasar una velada romántica juntos, Nandini y Vanraj se dirigen hacia el teatro para encontrarse con Sameer. Al llegar, la madre de Sameer se va con Nandini y Vanraj se retira con el corazón roto.
Al reunirse con Sameer, Nandini se da cuenta de que sus sentimientos han cambiado, y descubre que el verdadero amor es sacrificio, como el que Vanraj le ha demostrado a Nandini por medio de sus actos. Nandini se disculpa con Sameer, que comprende lo que ha pasado y no tiene resentimiento con Nandini ni con Vanraj. Nandini corre buscando a Vanraj y al encontrarlo, ambos se confiesan su amor, vuelven a India y viven su matrimonio sin problemas.

## Elenco y personajes
- Aishwarya Rai interpreta a Nandini, una chica divertida que ama cantar, bailar y leer. A pesar de que al inicio detesta a Sameer, termina enamorándose de él, tanto así que intenta suicidarse al saber que no lo volvería a ver. Al casarse con Vanraj, se siente apresada, aunque después de ver los esfuerzos de Vanraj por verla feliz, está le entrega su amor incondicional.
- Salman Khan interpreta a Sameer, un muchacho un poco infantil, que desde su niñez habla con el alma de su padre. Va a India a estudiar música y se enamora de Nandini desde el primer momento en que la vio. Cuando está le dice que se quedará con Vanraj, él la deja partir aun cuando se siente deprimido y triste.
- Ajay Devgan interpreta a Vanraj, un abogado serio que odia las mentiras más que a nada. Al igual que Sameer, se enamoró de Nandini a primera vista. Cuando se entera de que Nandini ama a otro hombre, él la ayuda a encontrarlo para cumplir su promesa de hacerla feliz ante todo.
- Zohra Sehgal interpreta a la abuela (Dadi) de Nandini. Ella es la primera que descubre la relación entre Nandini y Sameer, y los apoya.
- Vikram Gokhale interpreta a Pt. Darbar, el padre de Nandini, un típico hombre Guyaratí que respeta las tradiciones. Es un músico de renombre, aunque al saber de la relación secreta de su hija, deja la música para siempre.
- Smita Jaykar interpreta a Amrita, la madre de Nandini. Ella tampoco está de acuerdo con la relación entre Nandini y Sameer, pero al ver el dolor de su hija, trata de convencer a su marido de respetar la relación, aunque no pudo lograrlo.
- Rekha Rao interpreta a Kamna, la tía de Nandini. Está celosa de Nandini por tener los mayores lujos de la casa, es por esto que al conocer la relación secreta de su sobrina trata de arruinarla.
- Kenny Desai interpreta a Bhairaon, tío de Nandini y padre de Anu. Al principio se le ve como un hombre tranquilo y cariñoso, pero en cuanto su hija se niega a seguir con su esposo, se muestra como un hombre agresivo.
- Sheeba Chaddha interpreta a Anu, la prima de Nandini. Tiene un matrimonio arreglado con un hombre que la maltrata, por eso huye de su casa junto a su amante.
- Rajeev Varma interpreta a Vikramjeet, el padre de Vanraj. Al principio se niega a apoyar a su hijo en su loca cruzada de reunir a Nandini con otro hombre, pero luego apoya a Vanraj.
- Kanu Gill interpreta a la madre de Vanraj.
- Ghanshyam Naik interpreta a Vithal, el empleado de la casa. Es un hombre amigable y siempre ayuda a Nandini y a los demás en lo que necesiten.
- Helen Richardson interpreta a la madre de Sameer en una aparición especial.
- Vinay Pathak interpreta a Tarun
- Meenakshi Verma interpreta a Pushpa
- Canny Singh interpreta a Parol

## Recepción
Hum Dil De Chuke Sanam  fue bien recibido por la mayoría de los críticos, sobre todo por su contenido emocional, la cinematografía y la música, así como por las actuaciones de los actores principales, y una sorprendente actuación de la estrella invitada Helen.
Es la primera película de Bollywood (cine hindi) en presentar una calidad de imagen superior, que coincide con la de las películas modernas, además de ser la primera en usar Dolby Digital 7.1 Surround Audio.
Suryansh Varma dijo que "esta espectacular obra de tres horas está llena de canciones, romance, comedia, material emocionante y números de baile empapados de color que son enormes incluso para los estándares de Bollywood". Michael Dequina escribió para "TheMovieReport.com" que de los tres protagonistas "Rai, en una galardonada actuación llena de luz (considerada su más grande interpretación dramática), llena los matices emocionales que Khan no puede brindar por su presencia mono-dimensional, y que la sutileza de Devgan logra su trabajo, demostrando ser un adversario formidable para Sameer en el romance con Nandini.
La película fue un éxito en taquilla en la India, convirtiéndose en la más taquillera de las películas de Bollywood de 1999, recaudando casi 20 millones de rupias en la India y casi 8,5 millones en el extranjero.
Para Salman Khan, 1999 fue un gran año en su carrera, debido a sus tres grandes éxitos en el año: Biwi No.1, Hum Saath Saath Hain, y Hum Dil De Chuke Sanam.

## Banda sonora
La música fue compuesta por Ismail Darbar con letras de Mehboob Kotwal. Recibió nueve nominaciones a los Filmfare Awards en las categorías de música y canto, con algunos ganadores. Vikas Bhatnagar de Planet Bollywood le dio a la banda sonora la perfecta calificación de 10 estrellas, y dijo que "ha logrado ocupar un lugar en la historia de los más grandes soundtracks en Hindi".
De acuerdo con Parineeti Chopra, la banda sonora de la película la hace llorar, ya que es un recuerdo de su días de escuela.

### Lista de Reproducción
| #  | Canción                     | Intérprete(s)                                                                      | Duración |
| -- | --------------------------- | ---------------------------------------------------------------------------------- | -------- |
| 1  | "Chand Chupa"               | Udit Narayan, Alka Yagnik                                                          | 05:46    |
| 2  | "Albela Sajan"              | Sultán Khan, Shankar Mahadevan, Kavita Krishnamurthy                               | 03:20    |
| 3  | "Aankhon Ki"                | Kumar Sanu, Kavita Krishnamurthy                                                   | 05:00    |
| 4  | "Doli Taro Dhol Baje"       | Kavita Krishnamurthy, Vinod Rathod, Karsan Sagathia                                | 06:16    |
| 5  | "Hum Dil De Chuke Sanam"    | Kavita Krishnamurthy, Mohammed Salamat, Dominique Cerejo                           | 06:45    |
| 6  | "Jhokha Hawa Ka"            | Hariharan, Kavita Krishnamurthy                                                    | 05:46    |
| 7  | "Kai Po Che"                | Shankar Mahadevan, Krishnakumar Kunnath (K.K.), Damayanti Bardai, Jyotsna Hardikar | 05:03    |
| 8  | "Love Theme"                | Kavita Krishnamurthy, Shankar Mahadevan                                            | 02:11    |
| 9  | "Mitti Ki Hai (Man Mohini)" | Shankar Mahadevan                                                                  | 02:25    |
| 10 | "Nimbooda"                  | Kavita Krishnamurthy, Karsan Sagathia                                              | 06:20    |
| 11 | "Tadap Tadap Ke"            | K.K., Dominique Cerejo                                                             | 06:36    |

## Premios

### 2000 National Awards
- Mejor Película - Sanjay Leela Bhansali
- Mejor Dirección de Música - Ismail Darbar
- Mejor Coreografía - Vaibhavi Merchant

### 2000 Filmfare Awards
- Mejor Película
- Mejor Director - Sanjay Leela Bhansali
- Mejor Actriz - Aishwarya Rai
- Mejor Cantante Masculino - Udit Narayan, por "Chand Chupa Badal Mein"
- Mejor Director de Arte - Nitin Chandrakant Desai
- Mejor Cinematografía - Anil Mehta
- Mejor Coreografía - Saroj Khan, por "Nimbooda"
- Mejor Pista de Fondo - Anjan Biswas
- Premio RD Burman - Ismail Darbar
- Nominado, Mejor Actor - Salman Khan
- Nominado, Mejor Actor - Ajay Devgan
- Nominado, Mejor Cantante Masculino - Kumar Sanu
- Nominado, Mejor Cantante Masculino - K.K.
- Nominada, Mejor Cantante Femenina - Alka Yagnik
- Nominada, Mejor Cantante Femenina - Kavita Krishnamurthy
- Nominado, Mejor Director de Música - Ismail Darbar
- Nominado, Mejor Letra - Mehboob

### 2000 Star Screen Awards
- Mejor Película - Sanjay Leela Bhansali
- Mejor Director - Sanjay Leela Bhansali
- Mejor Actriz - Aishwarya Rai
- Mejor Cantante Femenina - Kavita Krishnamurthy
- Mejor Proyección - Sanjay Leela Bhansali y Kenneth Philips

### 2000 IIFA Awards
- Mejor Película
- Mejor Director - Sanjay Leela Bhansali
- Mejor Actriz - Aishwarya Rai
- Mejor Cantante Masculino - Udit Narayan, por "Chand Chupa Badal Mein"
- Mejor Cinematografía - Anail Mehta
- Mejor Historia - Pratap Karvat / Sanjay Leela Bansali
- Mejor Diálogo - Amrik Gill
- Mejor Proyección - Sanjay Leela Bansali
- Mejor Coreografía - Saroj Khan
- Mejor Sonido - Jeetendra Chaudhary / Sushmita Sen

### Zee Cine Awards
- Mejor Película - Sanjay Leela Bhansali
- Mejor Director - Sanjay Leela Bhansali
- Mejor Actriz - Aishwarya Rai
- Rostro del Año - Aishwarya Rai
- Mejor Cantante Masculino - Udit Narayan
- Mejor Cantante Femenina - Kavita Krishnamurthy

### Zee Gold Awards
- Mejor Director - Sanjay Leela Bhansali
- Mejor Actriz - Aishwarya Rai[9]
- Mejor Cantante Masculino - Kumar Sanu
- Mejor Vestuario - Neeta Lulla
- Mejor Cinematógrafo - Anil Mehta
- Mejor Proyección - Sanjay Leela Bhansali